# Nicocles aemulator
Nicocles aemulator là một loài ruồi trong họ Asilidae. Nicocles aemulator được Loew miêu tả năm 1872. Loài này phân bố ở vùng Tân Bắc giới.